# 니시노쿄역
니시노쿄역(일본어: 西ノ京駅)은 일본 나라현 나라시에 위치한 긴키 닛폰 철도 가시하라 선의 철도역이다. 역 번호는 B 28이며, 상대식 승강장 2면 2선의 구조를 갖춘 지상역이다.

## 타는 곳
| 1 | B 가시하라 선 | 하행 | B 고리야마 · 야마토야기 · 가시하라진구마에 방면 H 덴리 방면 F 요시노 방면                      |
| 2 | B 가시하라 선 | 상행 | B 야마토사이다이지 · 단바바시 · 교토 방면 A 나라 · 오사카난바 · 아마가사키 · 고베산노미야 방면 |

## 이용 현황
- 2005년 11월 8일 : 7,567명
- 2008년 11월 18일 : 7,287명
- 2010년 11월 9일 : 8,790명
- 2012년 11월 13일 : 7,494명
- 2015년 11월 10일 : 7,288명

## 역 주변
- 국립 병원 기구 나라 의료 센터
- 국도 제24호선
- 니시노쿄 병원

## 인접 역
| 긴키 닛폰 철도 B 가시하라 선               | 긴키 닛폰 철도 B 가시하라 선 | 긴키 닛폰 철도 B 가시하라 선             |
| ------------------------------------------ | ---------------------------- | ---------------------------------------- |
| B26 야마토사이다이지 야마토사이다이지 방면 | ■ 급행 (하루)                | 긴테쓰코리야마 B30 가시하라진구마에 방면 |
| B27 아마가쓰지 야마토사이다이지 방면       | ■ 보통                       | 구조 B29 가시하라진구마에 방면           |